# Białoruska Partia Niepodległościowa
Białoruska Partia Niepodległościowa (biał. Беларуская незалежніцкая партыя, Biełaruskaja Niezależnickaja Partyja, BNP, БНП) – rzekomo białoruskie konspiracyjne ugrupowanie polityczne o charakterze nacjonalistycznym działające podczas II wojny światowej i pierwszych lat powojennych. Z racji małej ilości źródeł wśród historyków istnieje spór o genezę oraz charakter BNP, według części historyków była ona fikcyjną organizacją utworzoną przez niemiecką Abwehrę.

## Charakterystyka
Białoruska Partia Niepodległościowa została utworzona prawdopodobnie pod koniec 1939 r. w Wilnie. Według części źródeł miało to miejsce w okupowanym Mińsku dopiero w lipcu 1942 r. Za inicjatora uważa się księdza Wincenta Godlewskiego, jednego z czołowych białoruskich ideologów i działaczy narodowych. W 1940 r. w Warszawie napisał on program i statut przyszłej partii i zaczął gromadzić wokół siebie podobnie myślących działaczy, jak Usiewaład Rodźka, Michał Wituszka, Dzmitryj Kasmowicz, Julian Sakowicz, Franciszak Alachnowicz, Barys Rahula. W większości byli oni reprezentantami najmłodszego pokolenia białoruskich środowisk niepodległościowych. Latem 1942 r. miała miejsce pierwsza konferencja działaczy PNB. Kierownictwo partii uważało, że zarówno III Rzesza, jak też ZSRR są takimi samymi wrogami narodu białoruskiego. Jednakże na walkę na dwa fronty nie ma dostatecznych sił. Stąd wysunięto postulat współpracy z Niemcami w celu utworzenia białoruskiego aparatu administracyjnego i oddziałów zbrojnych. Jednocześnie kierownictwo PNB miało powołać konspiracyjne władze białoruskie. Przewidywano, że w wojnie z Sowietami Niemcy będą coraz bardziej słabnąć, co doprowadzi ostatecznie do możliwości ustanowienia niezawisłej republiki białoruskiej na bazie dotychczasowych legalnych i nielegalnych organizacji. Kierowniczym organem PNB był centralny komitet. Raz na 2 lata zbierał się zjazd partii. Organem prasowym było pismo „Bjuleteń Biełaruskaj Niezalieżnickaj Partyi” („Бюлетэнь Беларускай Незалежніцкай Партыі”), wydawane w latach 1942–1946 r. (wyszło 6 numerów). Struktury ugrupowania powstały głównie na Smoleńsczyźnie i Bracławszczyźnie. Działacze PNB, realizując zalecenia kierownictwa, wchodzili w skład organów białoruskiego samorządu, wojskowych i policyjnych oddziałów, dowodząc częścią z nich. Z drugiej strony organizowali partyzanckie oddziały o charakterze narodowym, walczące od czasu do czasu z Niemcami oraz komunistyczną partyzantką i polską Armią Krajową. Pod koniec 1942 r. PNB przeżyła silny cios, gdyż Gestapo aresztowało księdza W. Hadleŭskiego i osadziło w obozie koncentracyjnym, gdzie zmarł. Na czele partii stanął 22-letni U. Rodźka, który był gorącym zwolennikiem wykorzystania kolaboracji z okupantami do wywalczenia niepodległości. Według części źródeł PNB była zamieszana w zabójstwo 5 marca 1943 r. w Mińsku Fabijana Akinczyca, który opowiadał się za Białorusią pod protektoratem III Rzeszy. Działalność partii znacznie się nasiliła w 1944 r., kiedy było wiadomo, że Niemcy będą musieli opuścić ziemie białoruskie, a zajmie je Armia Czerwona. Działacze PNB wykorzystywali wszelkie niemieckie ustępstwa, aby wzmocnić swoją pozycję. Kilku członków partii weszło w skład marionetkowej Białoruskiej Centralnej Rady. Jeszcze szerzej wykorzystano utworzenie Białoruskiej Obrony Krajowej (BKO). Działacze PNB znaleźli się w sztabie BKO, komisjach, zostali dowódcami części batalionów. Na bazie BKO kierownictwo PNB zamierzało stworzyć białoruską armię narodową. Podczas II kongresu wszechbiałoruskiego w czerwcu 1944 r. w Mińsku planowano doprowadzić do wybuchu powstania antyniemieckiego, w wyniku którego miano proklamować niezależną republikę białoruską. Jednakże z powodu nie przybycia do miasta części oddziałów i nadciągających wojsk sowieckich powstanie zostało odwołane. W obliczu nadchodzącej Armii Czerwonej czołowi działacze BNP ewakuowali się do Niemiec. Na obszarze Białorusi pozostały partyzanckie oddziały, które rozpoczęły nierówną walkę z Sowietami. Pod koniec 1944 r. i na pocz. 1945 r. na ziemie białoruskie Niemcy przerzucili samolotami kilka desantowych grup złożonych z członków BNP w celu zorganizowania antysowieckiego ruchu narodowego. Powołali oni Białoruskie Wojsko Krajowe. Część działaczy została aresztowana przez Sowietów, jednakże gen. M. Wituszce – dowódcy Białoruskiej Armii Wyzwoleńczej – udało się utrzymać konspiracyjne struktury partii do pocz. lat 50., kiedy zniknęły ostatnie przejawy oporu antysowieckiego na Białorusi. Na emigracji w zachodnich Niemczech prawdopodobnie w 1946 r. został zorganizowany zagraniczny sekretariat BNP na czele ze Dzmitryjem Kasmowiczem. Nawiązał on kontakty z konspiracyjnymi strukturami na Białorusi. 30 września 1946 r. odbyła się w III konferencja BNP. W 1955 r. emigracyjna BNP przekształciła się w Białoruski Front Wyzwoleńczy.